# ヘイリー・ダフ
ヘイリー・ダフ（Haylie Duff,  1985年2月19日 - ）は、アメリカ合衆国の女優、歌手、ソングライターである。

## 来歴
1985年、テキサス州ヒューストン生まれ。歌手、女優として知られるヒラリー・ダフは妹。父親のボブはイングランド系アメリカ人の実業家で、母親のスーザンは主婦で、妹のヒラリーが出演した『パーフェクト・マン ウソからはじまる運命の恋』や『シンデレラ・ストーリー』などの映画プロデューサーとして知られる。ステージママだった母親の影響もあり、幼い頃から地元テキサスで演劇とバレエを習っており、8歳の頃にバレエ・カンパニー製作の『くるみ割り人形』へ妹のヒラリーと共に出演した。後に妹と母と共にロサンゼルスへ移った後は、数々のオーディションを受け、1997年から本格的に女優業をスタートさせた。
妹のヒラリーは1998年にビデオ作品の『キャスパー/ マジカル・ウェンディ』のタイトルロールでもあるウェンディを演じて以降、主役級の扱いで映画への出演を重ね、歌手としても活躍する一方、姉のヘイリーもヒラリー姉妹として徐々に認知度をあげていき、2004年にジョン・ヘダー主演のインディーズ映画『ナポレオン・ダイナマイト』が全米で大ヒット。同作品では、ヘダー演じるオタク高校生“ナポレオン・ダイナマイト”の同級生で生徒会長の座をナポレオンらと競い合う今時な感じの女子高生を演じて、2005年のティーン・チョイス・アワードのブレイクアウト部門での受賞も果たした。またその同年の2005年から出演したテレビシリーズ『セブンスヘブン』でも人気を得て、女優としての地位を確立した。
歌手としてこれまで、妹のヒラリーと共に様々なアルバムやサウンドトラックへ参加しているほか、ソングライターとしてヒラリーの楽曲の共同作詞なども手掛け、音楽においても多様な才能を発揮している。

### 私生活
2004年4月に、恋人関係として報じられていたMatt Rosenbergとの婚約が伝えられている。

## 出演作品

### 映画
- True Women (1997) ※テレビ映画
- Hope (1997) ※テレビ映画
- アダムス・ファミリー サン 再結集 Addams Family Reunion (1998) ※ビデオ作品
- Dreams in the Attic (2000) ※テレビ映画
- リジー・マグワイア・ムービー The Lizzie McGuire Movie (2003)
- I Love Your Work (2003)
- ナポレオン・ダイナマイト Napoleon Dynamite (2004)
- In Search of Santa (2004)
- マテリアル・シスターズ Material Girls (2006)
- Dishdogz (2006)
- スリープウォーク Nightmare (2007)
- My Sexiest Year (2007)
- プリティ・ライフ2/ ヘイリー・ダフの学園天国 Legacy (2008)
- NAKED サバイバル・ゲーム Backwoods (2008) ※テレビ映画
- Love Takes Wing (2009)
- Love Finds a Home (2009)
- A Nanny's Secret (2009)
- Fear Island (2009)
- Tug (2010)
- ビデオ・ガール Video Girl (2011)
- Betrayed at 17 (2011)
- Home Invasion (2012)
- Golden Winter (2012)
- Pennhurst (2012)
- All About Christmas Eve (2012) ※テレビ映画
- Slightly Single in L.A. (2013)
- クリスマス・ベル Christmas Belle (2013)
- Hats Off to Christmas! (2013)
- The Wedding Pact (2014)
- Sweet Surrender (2014)
- The Costume Shop (2014)

### テレビドラマ
- シカゴ・ホープ Chicago Hope (2000)
- ボストン・パブリック Boston Public (2001)
- リジー&Lizzie Lizzie & Lizzie (2002, 2003)
- サード・ウォッチ Third Watch (2003)
- アメリカン・ドリームス American Dreams (2003)
- レイブン 見えちゃってチョー大変! That's So Raven (2004)
- ワン・オン・ワン One on One (2004)
- Complete Savages (2005)
- Joan of Arcadia (2005)
- セブンスヘブン 7th Heaven (2005 - 2007)
- ブラックアウト Blackout (2012)
- The Secret Life of the American Teenager (2012)
- Massholes (2012)

### テレビアニメ
- ナポレオン・ダイナマイト Napoleon Dynamite (2012)

## 参照
1. ↑  “Haylie Duff Biography”. 2014年7月27日閲覧。
2. ↑  http://www.people.com/people/hilary_duff/biography/
3. ↑  https://www.imdb.com/name/nm0240380/awards/?ref_=nm_awd
4. ↑  http://www.people.com/people/article/0,,20803158,00.html